# Прошак Роман Григорович
Роман Григорович Прошак (нар. 5 жовтня 1996, Івано-Франківськ, Україна) — український футболіст, захисник.

## Життєпис

### Ранні роки
Народився 5 жовтня 1996 року в Івано-Франківську, вихованцем саме цього крайового (вихованець івано-франківської «Ніки») футболу він і являється (перший тренер — Володимир Салій). Впродовж 2010—2015 років виступав в ДЮФЛ за ДЮСШ «Ніка» (Івано-Франківськ) та за юнацький і молодіжний колектив луцької «Волині», де загалом провів 119 матчів та відзначився 19 голами (ДЮФЛ — 79 ігор (19 голів) та U-19, U-21 УПЛ — 40 офіційних ігор). Проте у 2011 році, окрім виступів на юнацькому рівні, зіграв також 1 поєдинок у чемпіонаті Івано-Франківської області за «Ніку-Динамо». У 2016 році знову виступав за івано-франківську «Ніку» в обласному чемпіонаті (12 матчів).

### Клубна кар'єра
У 2016 році підписав контракт з івано-франківським «Тепловиком» (нині «Прикарпаття»), дебютував за івано-франківців 14 серпня 2018 року в програному (0:1) виїзному поєдинку 4-о туру Другої ліги проти новокаховської «Енергії». 26 липня 2017 року в матчі проти тернопільської «Ниви», вперше зіграв в кубку України. Дебютним голом за «Прикарпаття» відзначився 7 жовтня 2017 року на 55-й хвилині нічийного (3:3) виїзного поєдинку 15-о туру групи А Другої ліги проти тієї ж «Ниви». Прошак вийшов на поле в стартовому складі та відіграв увесь матч. По завершенню 2017/18 сезона разом із командою здобув бронзові нагороди Другої ліги (2-е місце в групі А) та путівку до Першого українського дивізіону. Дебютував в першій українській лізі 28 липня 2018 року в переможному матчі проти «Інгульця». В зимове міжсезоння за обопільною згодою сторін припинив співпрацю з «прикарпатською» командою, за цей період часу Роман провів 45 офіційних матчів. Після отримання статусу вільного агента, перебував на оглядинах в чернівецькій «Буковині». Проте справа до підписання контракту так і не дійшла, і Роман у березні 2019 року став гравцем аматорського клубу: «Карпати» (Галич), який бере участь в чемпіонаті України серед аматорів.

## Досягнення
- Бронзовий призер Другої ліги України (1): 2017/18

## Статистика
Станом на 8 березня 2019 року
| Клуб                             | Ліга         | Сезон   | Чемпіонат | Чемпіонат | Кубок | Кубок | Дубль | Дубль |
| Клуб                             | Ліга         | Сезон   | Ігри      | Голи      | Ігри  | Голи  | Ігри  | Голи  |
| -------------------------------- | ------------ | ------- | --------- | --------- | ----- | ----- | ----- | ----- |
| «Волинь» (Луцьк)                 | Прем'єр-ліга | 2013/14 |           |           |       |       | 14    | 0     |
| «Волинь» (Луцьк)                 | Прем'єр-ліга | 2014/15 |           |           |       |       | 25    | 0     |
| «Волинь» (Луцьк)                 | Прем'єр-ліга | 2015/16 |           |           |       |       | 1     | 0     |
| «Прикарпаття» (Івано-Франківськ) | Друга ліга   | 2016/17 | 20        | 0         |       |       |       |       |
| «Прикарпаття» (Івано-Франківськ) | Друга ліга   | 2017/18 | 18        | 1         | 2     | 0     |       |       |
| «Прикарпаття» (Івано-Франківськ) | Перша ліга   | 2018/19 | 5         | 0         |       |       |       |       |